# Попівська сільська рада (Звенигородський район)
Попі́вська сільська́ ра́да — адміністративно-територіальна одиниця та орган місцевого самоврядування у Звенигородському районі Черкаської області. Адміністративний центр — село Попівка.

## Загальні відомості
- Населення ради: 603 особи (станом на 2001 рік)

## Населені пункти
Сільській раді підпорядковані населені пункти:
- с. Попівка

## Склад ради
Рада складається з 12 депутатів та голови.
- Голова ради: Бондарчук Віктор Олександрович
- Секретар ради: Кваша Валентина Володимирівна

### Керівний склад попередніх скликань
| Прізвище, ім'я, по батькові    | Основні відомості                                                 | Дата обрання | Дата звільнення |
| ------------------------------ | ----------------------------------------------------------------- | ------------ | --------------- |
| Захарченко Надія Пилипівна     | Сільський голова, 1953 року народження, член Народної партії      | 26.03.2006   | 27.12.2008      |
| Бондарчук Віктор Олександрович | Сільський голова, 1983 року народження, освіта вища, безпартійний | 03.05.2009   | 31.10.2010      |
| Бондарчук Віктор Олександрович | Сільський голова, 1983 року народження, освіта вища, безпартійний | 05.05.2009   |                 |

Примітка: таблиця складена за даними сайту Верховної Ради України

### Депутати
За результатами місцевих виборів 2010 року депутатами ради стали:

#### За суб'єктами висування
| Суб'єкт висування                                       | Кількість обраних депутатів | %    |
| ------------------------------------------------------- | --------------------------- | ---- |
| Самовисування                                           | 11                          | 91,7 |
| Соціально-екологічна партія «Союз. Чорнобиль. Україна.» | 1                           | 8,3  |

#### За округами
| № округу                                                | Прізвище, ім'я, по батькові      | Дата визнання обраним | Освіта             | Партійна приналежність | Відомості про обраного депутата             |
| ------------------------------------------------------- | -------------------------------- | --------------------- | ------------------ | ---------------------- | ------------------------------------------- |
| Соціально-екологічна партія «Союз. Чорнобиль. Україна.» |                                  |                       |                    |                        |                                             |
| 10                                                      | Бондарчук Катерина Володимирівна | 04.11.2010            | незакінчена вища   | позапартійна           | Попівське НВК, вчитель молодших класів      |
| Самовисування                                           |                                  |                       |                    |                        |                                             |
| 1                                                       | Порпляк Олег Миколайович         | 04.11.2010            | середня            | позапартійний          | тимчасово не працює                         |
| 2                                                       | Костенко Борис Васильович        | 04.11.2010            | середня            | позапартійний          | ЗАТ НВФ «Урожай», механізатор               |
| 3                                                       | Костенко Олександр Васильович    | 04.11.2010            | середня            | позапартійний          | тимчасово не працює                         |
| 4                                                       | Баліцький Олег Миколайович       | 04.11.2010            | середня спеціальна | позапартійний          | Вільховецьке лісництво, майстер             |
| 5                                                       | Нагорнюк Василь Андрійович       | 04.11.2010            | середня спеціальна | позапартійний          | ТОВ Моринське мисливське господарство, єгер |
| 6                                                       | Проценко Віталій Андрійович      | 04.11.2010            | середня спеціальна | позапартійний          | ЗАТ НВФ «Урожай», агроном                   |
| 7                                                       | Клинова Тетяна Василівна         | 04.11.2010            | середня спеціальна | позапартійна           | Попівська сільська рада, землевпорядник     |
| 8                                                       | Вовкотруб Борис Іванович         | 04.11.2010            | середня спеціальна | позапартійний          | Попівський СБК, директор                    |
| 9                                                       | Кушнір Раїса Володимирівна       | 04.11.2010            | середня спеціальна | позапартійна           | Попівська сільська рада, секретар           |
| 11                                                      | Луценко Петро Іванович           | 04.11.2010            | середня спеціальна | позапартійний          | тимчасово не працює                         |
| 12                                                      | Захарченко Борис Олексійович     | 04.11.2010            | середня спеціальна | позапартійний          | тимчасово не працює                         |